# Roger C. Carmel
Roger Charles Carmel (27 de septiembre de 1932 - 11 de noviembre de 1986) fue un actor de nacionalidad estadounidense.  

## Biografía
Nacido en el barrio de Brooklyn, en la ciudad de Nueva York, interpretó innumerables papeles, pero es sobre todo recordado por encarnar al criminal Harry Mudd en la serie Star Trek: la serie original. Otros papeles destacados fueron el de Doug Wesley en The Dick Van Dyke Show y el del Coronel Gumm en Batman. También trabajó en The Patty Duke Show, I Spy, Hogan's Heroes, Banacek. El agente de CIPOL, The Munsters, Hawaii Five-O, y otros muchos shows. Carmel dio también voz a Smokey Bear en diferentes anuncios publicitarios sobre seguridad con el fuego, además de al Teniente de los Decepticons Cyclonus, entre otros en la segunda y tercera temporadas de la serie de animación Transformers. En los anuncios comerciales de la cadena alimenticia Naugles interpretó a Señor Naugles. Carmel también actuó en el film de Jerry Lewis de 1981 Hardly Working.
En la sitcom de la NBC de 1967 The Mothers-in-Law, Carmel fue Roger Buell, aunque finalmente fue reemplazado por Richard Deacon. Oficialmente había tenido diferencias salariales con el productor, Desi Arnaz, aunque, según los rumores, fue despedido por el uso de drogas, que interferían en su trabajo.
Estaba previsto que Carmel retomara su papel de Harry Mudd en el episodio final de la primera temporada de la serie Star Trek: la nueva generación, "The Neutral Zone", pero falleció antes de iniciar el rodaje. Murió en Hollywood, California, en 1986 a causa de una insuficiencia cardiaca. Fue enterrado en el Cementerio New Mount Carmel del barrio neoyorquino de Queens.
Tras su muerte, Jack Angel tomó su papel de Cyclonus en "The Transformers".